# 字幕

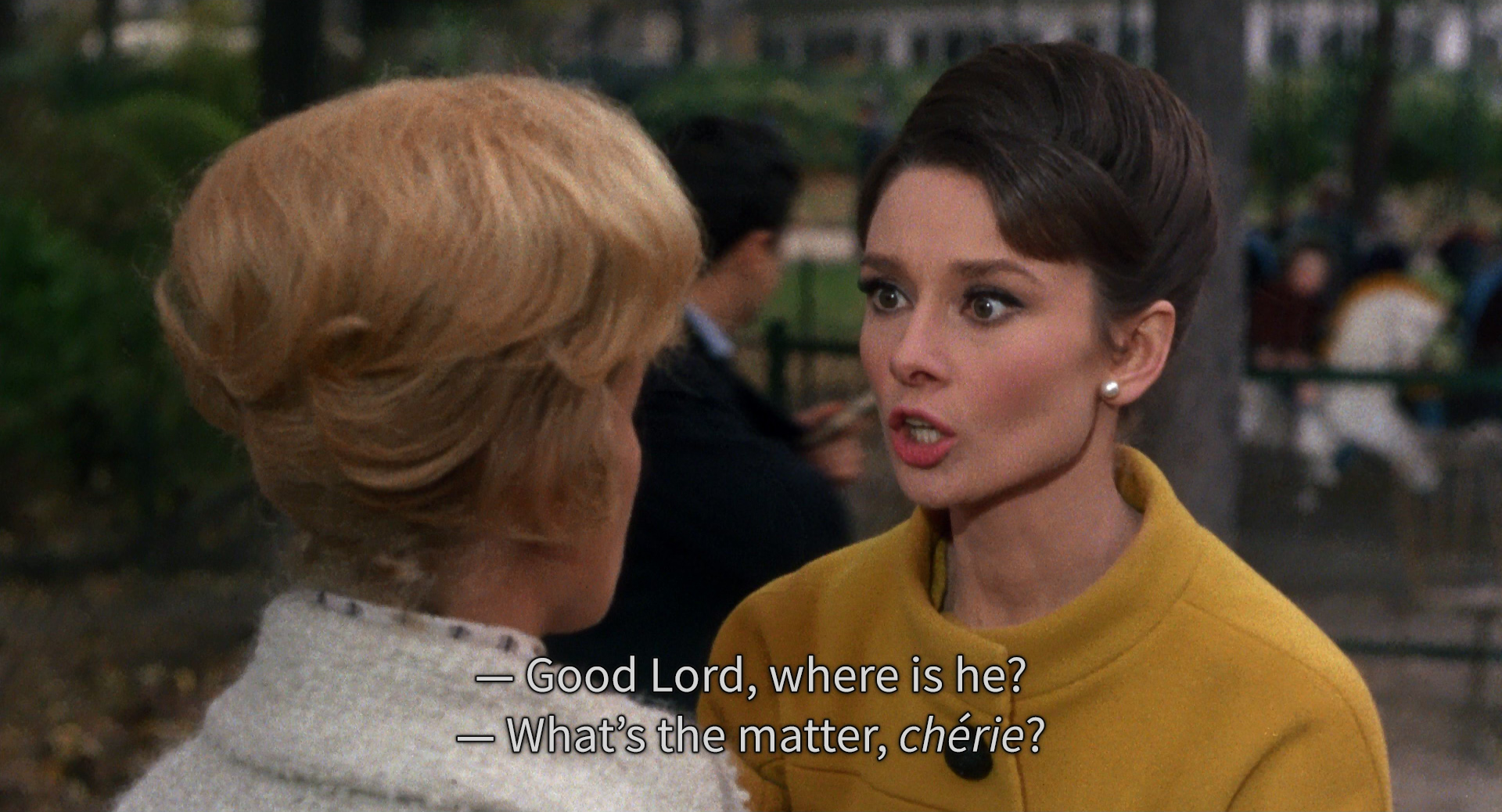
美国电影《谜中谜》2010年发行的蓝光版附带的字幕。

字幕（英語：Subtitles）指以文字形式顯示電視、電影、舞台作品裏面的對話等非影像內容，也泛指影視作品後期加工的文字。
影視作品的對話字幕，一般出現在螢幕下方；而戲劇作品的字幕，則可能顯示於舞台兩旁或上方。
字幕与声音语言相比，声音语言有一定的局限性：有声无形，转瞬即逝，不易引起人们的注意，有时不易听懂。如人物的语言和戏词，有的因口音或语种的原因，受众便很难听清或听懂，也可以幫助聽力較弱的觀眾理解節目內容。另外，字幕也能用於翻譯外語節目，讓不理解該外語的觀眾，既能聽見原作的聲帶，同時理解節目內容。也有人將字幕用於歌曲的空耳（諧音再詮釋）。

## 文化
中国各地方言语音差异较大，但是文字的差异并不大，给电视节目配上字幕，首先消除了语言隔膜，其次能够避免因为现场环境（噪声）和拾音器材的质量等客观因素而造成的传播障碍。又如播映《三国演义》《水浒传》时，演员念文言台词，加上字幕就便于观众理解。近年来华语圈的影视作品，对应普通话（或方言）的字幕紛紛被附加在节目中。
臺灣的華語節目，在電視開播初期即附有正體中文字幕，臺灣人在觀看華語電影或電視劇、華語配音的動畫等，皆有搭配中文字幕觀看的習慣。部分電視台在製作字幕的時候會按行規，即每行15個中文字。
世界許多國家節目未加字幕，另外也有國家使用隐藏式字幕如日本。華語圈的电视节目非隐藏式字幕，考量到設備未全面支援與能否普及。

## 字幕格式
字幕格式共分为两类：图形数据格式和文本数据格式。

### 图形数据格式
这类字幕数据以图片方式呈现，文件体积较大，不易于修改，有时亦称为“硬字幕”。

#### SUB格式
SUB格式的字幕数据由字幕图片文件（.sub文档）和字幕索引文件（.idx文档）组成。一个.sub文档可同时包含多个语言的字幕，由.idx进行调用。常见于DVD-VIDEO，但在DVD中，这两个文件被集成到VOB内，需要通过软件分离VOB来获取字幕文件。

#### SST格式
SST（Sonic Scenarist）

#### SON格式
SON（Spruce DVDMaestro）

### 文本数据格式
这类字幕数据以文本格式呈现，文件体积较小，可直接用Windows自带的记事本功能进行修改，有时亦称为“软字幕”。

#### SRT格式
SRT（Subripper）是最简单的文本字幕格式，扩展名为.srt，其组成为：一行字幕序号，一行时间代码，一行字幕数据
如：
```
45
00:02:52,184 --> 00:02:53,617
慢慢来

```

这表示：第45个字幕，显示时间从该影片开始的第2分52.184秒到第2分53.617秒，内容为“慢慢来”。

#### SSA、ASS格式
SSA（Sub Station Alpha）是为了解决SRT过于简单的字幕功能而开发的高级字幕格式，其扩展名为.SSA。采用SSA V4脚本语言，能实现丰富的字幕功能，除了能设定不同字幕数据的大小和位置外，更能实现动态文字和水印等复杂的功能。ASS（Advanced SubStation Alpha）为是更高级的SSA版本，采用SSA V4+脚本语言编写。它包含了所有SSA的所有特性，它可以将任何简单的文本转变成为卡拉OK的字幕样式，数个项目旨在创建这些脚本。ASS的特点在于它比普通的SSA更为规范，如ASS的编程风格。

#### SMI格式
SMI（Sami），其扩展名为.smi，现已能被部分掌机播放器所支持的字幕格式。

#### PSB格式
PSB(Power Divx)

#### PJS格式
PJS(Phoenix japanimation)

#### STL格式
STL(Spruce subtittle flie)

#### TTS格式
TTS(Turbo tittle)

#### VSF格式
VSF(Viplay)

#### ZEG格式
ZEG(Zero G)

## 影響
字幕能提升國家的識字率。因為非母語者多未能實地置身外語環境中，在節目上顯示原文的雙語字幕為落實國民外語教育的一種捷徑。